# 카스텔산빈첸초
카스텔산빈첸초(이탈리아어: Castel San Vincenzo)는 이탈리아 몰리세주 이세르니아도의 코무네다. 캄포바소로부터 서쪽 50km, 이세르니아 북서쪽 15km 거리에 있다.